# Saison 8 de La France a un incroyable talent
Vous pouvez aider à l'améliorer ou bien discuter des problèmes sur sa page de discussion.
- Il n'est pas vérifiable et peut contenir des informations totalement erronées. Il est fortement conseillé aux contributeurs d'étayer son contenu par des sources fiables. Sans cela, sa suppression pourrait être envisagée. (si vous venez d'apposer le bandeau, veuillez cliquer sur ce lien pour créer la discussion et en afficher les indications). (Marqué depuis avril 2025)
- Il peut contenir un travail inédit ou des déclarations non vérifiées. Vous pouvez l’améliorer en ajoutant des références. (Marqué depuis janvier 2022)

- Archive Wikiwix
- Bing
- Cairn
- DuckDuckGo
- E. Universalis
- Gallica
- Google
- G. Books
- G. News
- G. Scholar
- Persée
- Qwant
- (zh) Baidu
- (ru) Yandex
- (wd) trouver des œuvres sur Wikidata

Vous pouvez aider à l'améliorer ou bien discuter des problèmes sur sa page de discussion.
- Son admissibilité est à vérifier. Motif : Manque de sources, de références, TI. Les ref (buzzesques) ne concernent que les audiences, déjà dans l'article principal. Info doublonnant ce dernier. Données chiffrées sans références. Saison ne se démarquant pas particulièrement. Vous êtes invité à le compléter pour expliciter son admissibilité, en y apportant des sources secondaires de qualité. (Marqué depuis juillet 2025)
- Il ne cite pas suffisamment ses sources. Vous pouvez indiquer les passages à sourcer avec {{référence nécessaire}} ou {{Référence souhaitée}}, et inclure les références utiles en les liant aux notes de bas de page. (Marqué depuis janvier 2022)
- Certaines de ses couleurs nuisent à son accessibilité et ne respectent pas la charte graphique. Les couleurs ne sont pas interdites, mais il est conseillé d'en faire un usage modéré qui respecte les normes d'accessibilité. (Marqué depuis avril 2025)
- Son texte doit être wikifié : il ne correspond pas à la mise en forme Wikipédia (style, typographie, liens internes, liens entre les wikis, etc.). (Marqué depuis avril 2025)

- Archive Wikiwix
- Bing
- Cairn
- DuckDuckGo
- E. Universalis
- Gallica
- Google
- G. Books
- G. News
- G. Scholar
- Persée
- Qwant
- (zh) Baidu
- (ru) Yandex
- (wd) trouver des œuvres sur Wikidata

La huitième saison de La France a un incroyable talent, émission française de divertissement, a été diffusée du 15 octobre 2013 au 10 décembre 2013 sur M6.
À la fin du prime-time de la finale de la 7e saison de La France a un incroyable talent le 12 décembre 2012, Alex Goude et Sandrine Corman ont annoncé le retour de l'émission pour une 8e saison et l'ouverture des castings.
M6 a confirmé l'annonce en précisant que le casting de la 8e saison était ouvert et que tous les candidats souhaitant y participer pouvaient s'inscrire sur M6.fr.
Pour cette 8e saison, l'émission accueille un quatrième juré : Andrée Deissenberg, la directrice générale du Crazy Horse Saloon.

## Présentateurs et jury
Cette saison est à nouveau présentée par Alex Goude et Sandrine Corman pour le prime-time, suivie par La France a un incroyable talent, ça continue présentée par Jérôme Anthony.
Le jury est composé du producteur Gilbert Rozon, présent depuis la première saison, de la directrice artistique du Cirque Pinder Sophie Edelstein, du chanteur Dave et de la directrice du Crazy Horse Andrée Deissenberg.

## Gain
Le(s) vainqueur(s) recevra(ont) un chèque de 100 000 euros et fera (feront) partie du festival Juste pour rire de Montréal ainsi que la première partie du concert de Dave.

## Épreuves

### Auditions
Les auditions de La France a un incroyable talent ont eu lieu du 22 au 27 août 2013 à Issy-les-Moulineaux (Hauts-de-Seine).

### Demi-finales
Contrairement aux années précédentes, les candidats ne sont plus divisés en groupes. À la fin de l'émission, deux candidats sont sélectionnés par le public qui seront qualifiés pour la finale puis le jury dispose d'une minute pour se concerter et ensuite, sélectionner deux autres candidats qui seront, eux-aussi, qualifiés pour la finale.  

#### Candidats de la1redemi-finale
Cette demi-finale a obtenu la pire audience du programme. L’émission a été suivie par 2,5 millions de téléspectateurs. L'émission a été diffusée en même temps que le match France-Ukraine (match décisif qualifiant une des deux équipes pour la Coupe du monde de football 2014) sur TF1. 
Enzo Weyne (magicien) sera le premier candidat repêché par le jury (Dave, Andrée, Sophie et Gilbert)
| Ordre | Nom              | Numéro                 | Buzz et choix du jury | Buzz et choix du jury | Buzz et choix du jury | Buzz et choix du jury | Résultat              |
| Ordre | Nom              | Numéro                 | Gilbert               | Sophie                | Andrée                | Dave                  | Résultat              |
| ----- | ---------------- | ---------------------- | --------------------- | --------------------- | --------------------- | --------------------- | --------------------- |
| 1     | Tale of Voices   | Chant                  |                       |                       |                       |                       | Éliminés              |
| 2     | Hugo Desmarais   |                        |                       |                       |                       |                       | Éliminé               |
| 3     | Costic           | Chant & imitation      |                       |                       |                       |                       | Choisi par le public  |
| 4     | Enzo Weyne       | Magicien illusionniste |                       |                       |                       |                       | Choisi par le jury    |
| 5     | Freelusion Divas | Danse & mapping vidéo  |                       |                       |                       |                       | Éliminées             |
| 6     | Wanted Posse     | Danse hip-hop          |                       |                       |                       |                       | Choisis par le jury   |
| 7     | Celkilt          | Groupe celtique        |                       |                       |                       |                       | Choisis par le public |
| 8     | Mark Steiger     | Dresseur de perroquets |                       |                       |                       |                       | Éliminé               |
| 9     | Amy G            | Humour & chant         |                       |                       |                       |                       | Éliminée              |
| 10    | Dominic Dagenais | Musicien & Trampoline  |                       |                       |                       |                       | Éliminé               |

#### Candidats de la2edemi-finale
| Ordre | Nom                    | Numéro                | Buzz et choix du jury | Buzz et choix du jury | Buzz et choix du jury | Buzz et choix du jury | Résultat              |
| Ordre | Nom                    | Numéro                | Gilbert               | Sophie                | Andrée                | Dave                  | Résultat              |
| ----- | ---------------------- | --------------------- | --------------------- | --------------------- | --------------------- | --------------------- | --------------------- |
| 1     | Young Boyzz            | Rap                   |                       |                       |                       |                       | Choisis par le public |
| 2     | Simon Heulle           | Mât chinois           |                       |                       |                       |                       | Choisi par le public  |
| 3     | Infanlim               | Danse                 |                       |                       |                       |                       | Choisis par le jury   |
| 4     | Le Collectif russe     | Chant                 |                       |                       |                       |                       | Choisis par le jury   |
| 5     | Captain Frodo          | Contorsion & humour   |                       |                       |                       |                       | Éliminé               |
| 6     | Team Vovinam           | Arts martiaux         |                       |                       |                       |                       | Éliminée              |
| 7     | Charles Brutus Mc Clay | Chant                 |                       |                       |                       |                       | Éliminé               |
| 8     | Michael Goudeau        | Comédie & performance |                       |                       |                       |                       | Éliminé               |
| 9     | Milan                  | Danse                 |                       |                       |                       |                       | Éliminé               |
| 10    | Aurélia                | Tissu aérien & chant  |                       |                       |                       |                       | Éliminée              |

Durant cette 2e demi-finale, Alex a annoncé que les castings de la 9e saison sont ouverts.

#### Candidats de la3edemi-finale
En fin d'émission, Alex a refait l'annonce de l'ouverture des castings de la 9e saison.
Le numéro de Franky Zapata a failli ne pas avoir lieu car son jet-ski l'a lâché. Un appel a été lancé sur la page Facebook de l'émission pour trouver un jet-ski en région parisienne, et le numéro a finalement eu lieu. 
| Ordre | Nom               | Numéro                 | Buzz et choix du jury | Buzz et choix du jury | Buzz et choix du jury | Buzz et choix du jury | Résultat              |
| Ordre | Nom               | Numéro                 | Gilbert               | Sophie                | Andrée                | Dave                  | Résultat              |
| ----- | ----------------- | ---------------------- | --------------------- | --------------------- | --------------------- | --------------------- | --------------------- |
| 1     | End Of The Weak   | Improvisation rap      |                       |                       |                       |                       | Choisis par le jury   |
| 2     | David Pereira     | Contorsion             |                       |                       |                       |                       | Choisi par le jury    |
| 3     | So Unikid         | Danse                  |                       |                       |                       |                       | Choisis par le public |
| 4     | Thierry Masson    | Chant lyrique          |                       |                       |                       |                       | Éliminé               |
| 5     | Explosion de caca | Punk-musette           |                       |                       |                       |                       | Éliminés              |
| 6     | Chris Kiliano     | Sangles aériennes      |                       |                       |                       |                       | Éliminé               |
| 7     | Lisa              | Chant                  |                       |                       |                       |                       | Éliminée              |
| 8     | Sakir             | Arts martiaux          |                       |                       |                       |                       | Éliminé               |
| 9     | Roméo & Lada      | Strip-tease, burlesque |                       |                       |                       |                       | Éliminés              |
| 10    | Franky Zapata     | Flyboard               |                       |                       |                       |                       | Choisi par le public  |

### Finale
La finale s'est déroulée le 10 décembre en direct.
| N° de passage | Nom du candidat    | Position | Pourcentage de vote |
| ------------- | ------------------ | -------- | ------------------- |
| 1             | Simon Heulle       | 1        | 14,70%              |
| 2             | Costic             | 4        |                     |
| 3             | Enzo Weyne         | 6        |                     |
| 4             | Young Boyzz        | 7        |                     |
| 5             | Infanlim           | 12       |                     |
| 6             | Le Collectif russe | 11       |                     |
| 7             | Wanted Posse       | 9        |                     |
| 8             | David Pereira      | 3        |                     |
| 9             | Celkilt            | 5        |                     |
| 10            | So Unikid          | 2        |                     |
| 11            | End of the Weak    | 10       |                     |
| 12            | Franky Zapata      | 8        |                     |

## Audimat

### La France a un incroyable talent
Cette saison a été suivie en moyenne par 3,35 millions de téléspectateurs.
| Épisode | Jour et horaire de diffusion                            | Téléspectateurs en million(s) | Parts de marché (sur les 4 ans et plus) | Référence |
| ------- | ------------------------------------------------------- | ----------------------------- | --------------------------------------- | --------- |
| 1       | Mardi 15 octobre 2013 (auditions jour 1) (20:50-22:50)  | 3 970 000                     | 15,3 %                                  | [ 2 ]     |
| 2       | Mardi 22 octobre 2012 (auditions jour 2) (20:50-22:50)  | 3 760 000                     | 14,6 %                                  | [ 3 ]     |
| 3       | Mardi 29 octobre 2013 (auditions jour 3) (20:50-22:50)  | 3 828 000                     | 14,9 %                                  | [ 4 ]     |
| 4       | Mardi 5 novembre 2013 (auditions jour 4) (20:50-22:50)  | 3 590 000                     | 13,7 %                                  | [ 5 ]     |
| 5       | Mardi 12 novembre 2013 (auditions jour 5) (20:50-22:50) | 3 602 000                     | 14,2 %                                  | [ 6 ]     |
| 6       | Mardi 19 novembre 2013 (1e demi-finale) (20:50-23:20)   | 2 542 000                     | 9.3%                                    | [ 7 ]     |
| 7       | Mardi 26 novembre 2013 (2e demi-finale) (20:50-23:05)   | 3 114 000                     | 13,2%                                   | [ 8 ]     |
| 8       | Mardi 3 décembre 2013 (3e demi-finale) (20:50-23:05)    | 2 688 000                     | 11,7%                                   | [ 9 ]     |
| 9       | Mardi 10 décembre 2013 (La finale) (20:50-23:05)        | 3 001 000                     | 13.5%                                   | [ 10 ]    |

Légende :
En fond vert = Les plus hauts chiffres d'audiences
En fond rouge = Les plus bas chiffres d'audiences

### La France a un incroyable talent, ça continue
| Épisode | Jour et horaire de diffusion         | Téléspectateurs en million(s) | Parts de marché (sur les 4 ans et plus) | Référence                     |
| ------- | ------------------------------------ | ----------------------------- | --------------------------------------- | ----------------------------- |
| 1       | Mardi 15 octobre 2013 (22:50-00:00)  | 1 637 000                     | 14,4 %                                  |                               |
| 2       | Mardi 22 octobre 2012 (22:50-00:00)  | 2 000 000                     | 16,7 %                                  | [ 3 ]                         |
| 3       | Mardi 29 octobre 2013 (22:50-00:00)  | 2 100 000                     | 16,4 %                                  | [ 11 ]                        |
| 4       | Mardi 5 novembre 2013 (22:50-00:00)  | 1 700 000                     | 14,7 %                                  | [ 5 ]                         |
| 5       | Mardi 12 novembre 2013 (22:50-00:00) | 1 600 000                     | 13,6 %                                  | [ 12 ]                        |
| 6       | Mardi 19 novembre 2013 (23:05-00:20) | Informations non communiquées | Informations non communiquées           | Informations non communiquées |
| 7       | Mardi 26 novembre 2013 (23:05-00:20) | Informations non communiquées | Informations non communiquées           | Informations non communiquées |
| 8       | Mardi 3 décembre 2013 (23:05-00:20)  | Informations non communiquées | Informations non communiquées           | Informations non communiquées |
| 9       | Mardi 10 décembre 2013 (23:05-00:20) | Informations non communiquées | Informations non communiquées           | Informations non communiquées |

Légende :
En fond vert = Les plus hauts chiffres d'audiences
En fond rouge = Les plus bas chiffres d'audiences